# Peter Sylvan (konstnär)
Peter Hjalmar Sylvan, född 14 juli 1848 i Öja, Malmöhus län, död 21 april 1897 i Bollerups församling, Kristianstads län, var en svensk godsägare och målare.
Han var son till borgmästaren Tage Sylvan och Fredrique Sylvan samt från 1874 gift med Hilma Elvira Augusta Smith. Vid sidan av sina plikter som godsägare var Sylvan verksam som konstnär. Han är begravd på Bollerups kyrkogård.